# نور كيالي
نور كيالي ممثل سوري، عرف من خلال ظهوره في عدد من الأعمال الفنية السورية خلال فترة السبعينيات من القرن الماضي. كان نشطاً بشكل أساسي  (من أواخر الستينيات إلى أواخر السبعينيات). وهو رواد المسرح في سوريا.

## اعماله

### الأفلام
- خياط للسيدات (1969): يُعد هذا الفيلم من أقدم أعماله المعروفة، وهو فيلم كوميدي بطولة دريد لحام ونهاد قلعي. ظهر نور كيالي في الفيلم ضمن طاقم الممثلين.
- فدائيون حتى النصر / عمليات الساعة السادسة (1970): فيلم.
- مقلب من المكسيك (1972): فيلم كوميدي بطولة دريد لحام ونهاد قلعي ومنى واصف.
- العار (1974): فيلم.[4]
- غراميات خاصة (1974): فيلم.
- غرام المهرج (1976): فيلم.

### المسلسلات
- حارة القصر (1970): مسلسل تلفزيوني.
- زقاق المايلة (1972): مسلسل تلفزيوني.
- انتقام الزباء (1974): مسلسل تلفزيوني.
- السيف الأخير (1978): مسلسل تلفزيوني.
- القصة الأولى من سيرة بني هلال: جابر وجابر (1978): مسلسل تلفزيوني.[5]